# Khudian
Khudian Khas ou Khudian (en ourdou : کھڈیاں) est une ville pakistanaise située dans le district de Kasur, dans la province du Pendjab. C'est la huitième plus grande ville du district.
Khudian est située à proximité de la frontière avec l'Inde et à moins de 80 kilomètres de Lahore, deuxième ville du pays. On trouve une gare dans la ville, étant située sur la ligne de chemin de fer entre Lodhran et Raiwind.
La population de la ville a été multipliée par plus de quatre entre 1972 et 2017 selon les recensements officiels, passant de 9 119 habitants à 38 802. Entre 1998 et 2017, la croissance annuelle moyenne s'affiche à 2,8 %, supérieure à la moyenne nationale de 2,4 %. Selon le recensement de 2023, la population de la ville monte à 48 519 habitants.
|            | 1972 (rec.) | 1981 (rec.) | 1998 (rec.) | 2017 (rec.) | 2023 (rec.) |
| ---------- | ----------- | ----------- | ----------- | ----------- | ----------- |
| Population | 9 119       | 12 884      | 23 127      | 38 802      | 48 519      |